# Nastola
Nastola es un municipio de Finlandia, situado en la región de Päijänne Tavastia. Tiene 15 083 habitantes y un área de 362,86 km² de los cuales 38,67 km² es agua.
La zona más poblada del municipio se corresponde con una estrecha franja (la anchura va desde los 500 metros a los 2 kilómetros) que separa la morrena de Salpausselkä de la zona de los lagos.  Por aquí pasa también la nacional 12 (Rauma-Tampere-Lahti-Kouvola) y la vía férrea que cubre todo el este de Finlandia. 
Lugar de nacimiento del piloto de Fórmula 1 Valtteri Bottas e históricamente, el lugar es conocido por haber acogido el principal campo de prisioneros soviéticos durante la Guerra de Invierno y de Continuación. Más de 65 000 prisioneros pasaron por este lugar.